# Déride
Déride o Deris (en griego, Δερίς) es una antigua ciudad griega del Quersoneso tracio.
Es citada en el Periplo de Pseudo-Escílax, que menciona que era una factoría y la sitúa entre el río Melas, que va a desembocar al golfo de Melas, y otra factoría llamada Cobrunte, que pertenecía a Cardia.
Se ha sugerido que se trataría de la misma ciudad llamada Direo cuyo gentilicio, Δειραῖος, es citado por Esteban de Bizancio y en una inscripción según la cual perteneció a la Liga de Delos.